# Емануель (округ, Джорджія)
Шаблон:StateAbbr_ 32°35′ пн. ш. 82°18′ зх. д. / 32.59° пн. ш. 82.3° зх. д.
Округ Емануель (англ. Emanuel County) — округ (графство) у штаті Джорджія, США. Ідентифікатор округу 13107.

## Історія
Округ утворений 1812 року.

## Демографія
За даними перепису
2000 року
загальне населення округу становило 21837 осіб, зокрема міського населення було 6793, а сільського — 15044.
Серед мешканців округу чоловіків було 10509, а жінок — 11328. В окрузі було 8045 домогосподарств, 5749 родин, які мешкали в 9419 будинках.
Середній розмір родини становив 3,1.
Віковий розподіл населення поданий у таблиці:
| Стать    | До 15 років | 15-21 | 22-29 | 30-39 | 40-49 | 50-65 | 65-85 | Понад 85 |
| -------- | ----------- | ----- | ----- | ----- | ----- | ----- | ----- | -------- |
| Чоловіки | 2457        | 1345  | 1129  | 1399  | 1408  | 1641  | 1031  | 99       |
| Жінки    | 2372        | 1331  | 1013  | 1473  | 1546  | 1814  | 1526  | 253      |

## Суміжні округи
- Джефферсон - північ
- Берк - північний схід
- Дженкінс - північний схід
- Кендлер - схід
- Теттнолл - південний схід
- Буллок -  південний схід
- Тумс - південь
- Лоренс - південний захід
- Джонсон - захід
- Тройтлен - захід

## Виноски
1. ↑  U.S. Decennial Census. United States Census Bureau. Архів оригіналу за 26 квітня 2015. Процитовано 22 червня 2014.
2. ↑  Historical Census Browser. University of Virginia Library. Архів оригіналу за 11 серпня 2012. Процитовано 22 червня 2014.
3. ↑  Population of Counties by Decennial Census: 1900 to 1990. United States Census Bureau. Архів оригіналу за 2 лютого 2019. Процитовано 22 червня 2014.
4. ↑  Census 2000 PHC-T-4. Ranking Tables for Counties: 1990 and 2000 (PDF). United States Census Bureau. Архів оригіналу (PDF) за 18 грудня 2014. Процитовано 22 червня 2014.
5. ↑  State & County QuickFacts. United States Census Bureau. Архів оригіналу за 7 червня 2011. Процитовано 15 лютого 2014.(англ.) Наведено за англійською вікіпедією.
6. ↑  American FactFinder. Бюро перепису населення США. Архів оригіналу за 21 травня 2008. Процитовано 31 січня 2008.

| США | Це незавершена стаття з географії США. Ви можете допомогти проєкту, виправивши або дописавши її. |